# Giuseppe Caselli
Giuseppe Guglielmo Umberto Caselli (Luzzara, 5 juli 1893 - La Spezia, 19 december 1976) was een Italiaans schilder. Hij studeerde onder Felice Del Santo en Antonio Discovolo. In 1913 werd hij opgepakt en zat hij enige tijd gevangen in een concentratiekamp in Oostenrijk. Daarna studeerde hij aan de Academie voor Schone Kunsten in Florence. In 1938 nam hij deel aan de Golf van La Spezia Schilderprijs, competitie georganiseerd door Filippo Marinetti.
Caselli was een van de bekendste schilders uit La Spezia. Hij schilderde duizenden werken tijdens zijn lange carrière. In zijn schilderijen toonde Caselli het leven van La Spezia. Hij schilderde het leven in de «Cinque Terre» (Vijf landen), een deel van de kust aan de Italiaanse Rivièra.
- Istituto Centrale per il Catalogo Unico: SBNV010432
- Virtual International Authority File: 90355327